# Hico (Teksas)
Hico je grad u američkoj saveznoj državi Teksas. Prema popisu stanovništva iz 2010. u njemu je živjelo 1.379 stanovnika.